# (3080) Moisseiev
(3080) Moisseiev es un asteroide perteneciente al cinturón de asteroides descubierto el 3 de octubre de 1935 por Pelagueya Fiodórovna Shain desde el observatorio de Simeiz en Crimea.
Está nombrado en honor de Nikolái Dmítrievich Moisseiev (1902-1955), fundador de la escuela de mecánica celeste de Moscú.